# Ivanovci (Valpovo)
Ivanovci su naselje u Hrvatskoj, regiji Slavoniji u Osječko-baranjskoj županiji i nalaze se u sastavu grada Valpova.

## Zemljopisni položaj
Ivanovci se nalaze na 91 metar nadmorske visine u nizini istočnohrvatske ravnice. Selo se nalazi na državnoj cesti D517 Koška D2 Valpovo D34. Susjedna naselja: jugoistočno se nalazi Zelčin s kojim su spojeni, sjeveroistočno se nalaze Marjančaci i grad Valpovo, a istočno su Ladimirevci. Zapadno se nalaze Bocanjevci i Gorica Valpovačka naselja u sastavu grada Belišća. Pripadajući poštanski broj je 31227 Zelčin, telefonski pozivni 031 i registarska pločica vozila OS (Osijek). Površina katastarske jedinice naselja Ivanovci je 11,82 km2.

## Povijest
Naselje je dobilo ime po srednjovjekovnom viteškom redu Ivanovaca, jer se nalazilo na granici njihova posjeda.
Naselje Ivanovci prema popisu iz 2001. godine ima 490 stanovnika koji se pretežno bave poljoprivredom i stočarstvom. U mjestu postoji škola i filijalna crkva Sv. Ivana Kapistrana iz 1983. godine koja pripada župi Harkanovci. U Ivanovcima su rođeni i osnovnu školu pohađali Msrg. Marin Srakić, nadbiskup Đakovačko-osječke nadbiskupije u miru (r.1937.) i isusovac dr. Josip Jelenić (r.1947.), dekan na Papinskome sveučilištu Gregoriana u Rimu.

## Stanovništvo
| broj stanovnika | 522   | 560   | 566   | 665   | 738   | 741   | 719   | 794   | 763   | 771   | 734   | 633   | 563   | 530   | 490   | 460   | 405   |
|                 | 1857. | 1869. | 1880. | 1890. | 1900. | 1910. | 1921. | 1931. | 1948. | 1953. | 1961. | 1971. | 1981. | 1991. | 2001. | 2011. | 2021. |

## Crkva
U selu se nalazi rimokatolička crkva Sv. Ivana Kapistrana koja pripada katoličkoj župi Snježne Gospe u Harkanovcima i valpovačkom dekanatu Đakovačko-osječke nadbiskupije. Crkveni god (proštenje) ili kirvaj slavi se 23. listopada.
U rujnu 2018. godine, u Ivanovcima, posvećeno je drugo schönstattsko svetište u Hrvatskoj.

## Obrazovanje i školstvo
U selu se nalazi područna škola do 8. razreda, koja radi u sklopu Osnovne škole Ladimirevci.

## Kultura
Kulturno umjetničko društvo "Šokadija" Ivanovci, Zelčin i Marjančaci.

## Šport
- NK Dubrava Ivanovci – 2. ŽNL Osječko-baranjska, NS Valpovo – Donji Miholjac, 2013./14.

## Poznate osobe
- Msrg. Marin Srakić, nadbiskup Đakovačko-osječke nadbiskupije u miru, rođen u Ivanovcima.[5]
- Josip Jelenić, isusovac, profesor i doktor sociologije, dekan Fakulteta društvenih znanosti na Papinskom sveučilištu Gregoriana u Rimu, rođen u Ivanovcima.[6][7]

## Ostalo
- Dobrovoljno vatrogasno društvo Ivanovci
- Športsko ribolovno društvo "Linjak" Ivanovci
- Lovačko društvo "Jelen" Zelčin – Ivanovci
- Udruga žena "Tiha snaga" Ivanovci

## Vanjske poveznice
- http://www.valpovo.hr/
- http://os-ladimirevci.skole.hr/  Arhivirana inačica izvorne stranice od 21. veljače 2014. (Wayback Machine)